# Robert Faesi
Robert Faesi, född 10 april 1883 i Zürich, död 18 september 1972 i Zollikon, var en schweizisk litteraturhistoriker och författare.
Robert Faesi studerade i Zürich, Lausanne och Berlin, och blev professor i tysk litteraturhistoria i Zürich. Han framträdde även som poet, dramatiker, romanförfattare, essäist och filmmanusförfattare. Bland hans arbeten märks Zürcher Idylle (1908), tragedin Odysseus und Nausikaa (1911),Paul Ernst und die neuklassischen Bestrebungen im Drama (1913), Das poetische Zürich (1913, tillsammans med Eduard Korrodi), diktsamlingen Aus der Brandung (1917), R.M. Rilke (1919), Gestalten und Wandlungen schweizerischer Dichtung (1922), Spittelers Weg und Werk (1933), Heimat und Genius (1933) och Dichtung und Geschichte (1945).